# Оруман, Рене
Рене Оруман (эст. Rene Oruman; род. 7 января 1984, Пярну, Эстонская ССР, СССР) — эстонский легкоатлет, выступавший в барьерном беге. Чемпион мира среди юношей 2001 года в восьмиборье. Семикратный чемпион Эстонии.

## Биография
Первый титул чемпиона Эстонии выиграл в 17 лет, когда неожиданно стал лучшим в беге на 60 метров с барьерами. В тот момент он больше концентрировался на выступлениях в многоборье, где в 2000 году установил рекорд Эстонии среди юношей (6871 очко). Летом 2001 года Рене выиграл юношеский чемпионат мира в восьмиборье, набрав 6219 очков (высшее мировое достижение среди юношей). Однако в дальнейшем он оставил многоборье и сконцентрировался только на барьерном спринте.
В беге на 110 метров с барьерами выиграл четыре чемпионата страны (2001, 2006—2008), ещё три раза становился лучшим в помещении на дистанции 60 метров с барьерами (2001, 2007, 2008).
Участвовал в Летней Универсиаде 2005 и 2007 годов, но не прошёл дальше первого раунда в индивидуальных соревнованиях.
Занял 29-е место в предварительных забегах на чемпионате мира в помещении 2008 года в беге на 60 метров с барьерами.
Закончил Тартуский университет, где получил степень бакалавра наук в области медицины. Работал физиотерапевтом со сборной Эстонии на молодёжном чемпионате Европы 2007 года, ещё в качестве действующего спортсмена. С 2008 по 2010 годы работал системным инженером в компании IT Grupp, с 2010 — директор по информационным технологиям в компании Arco Vara, работающей на рынке недвижимости.

## Основные результаты
| Год  | Турнир                          | Место проведения          | Дисциплина       | Место       | Результат  |
| ---- | ------------------------------- | ------------------------- | ---------------- | ----------- | ---------- |
| 2001 | Чемпионат мира среди юношей     | Дебрецен, Венгрия         | восьмиборье      | 1-е         | 6219 очков |
| 2005 | Чемпионат Европы среди молодёжи | Эрфурт, Германия          | 110 м/бар.       | 21-е (заб.) | 14,35      |
| 2005 | Универсиада                     | Измир, Турция             | 110 м/бар.       | 24-е (заб.) | 14,36      |
| 2007 | Чемпионат Европы в помещении    | Бирмингем, Великобритания | 60 м/бар.        | 19-е (заб.) | 7,94       |
| 2007 | Универсиада                     | Бангкок, Таиланд          | 110 м/бар.       | 20-е (заб.) | 14,28      |
| 2007 | Универсиада                     | Бангкок, Таиланд          | эстафета 4×100 м | —           | DNF        |
| 2008 | Чемпионат мира в помещении      | Валенсия, Испания         | 60 м/бар.        | 29-е (заб.) | 8,00       |